# Villaralbo
Villaralbo è un comune spagnolo di 1 649 abitanti situato nella comunità autonoma di Castiglia e León.